# Вельо Василев
Вельо Василев от Нова Загора е участник в Четата на Таньо войвода през 1876.

## Биография
За него изследователят Димитър Чиплаков пише, че купил от Браила плат, ресни и пискюл за знамето на четата. По поръчка на войводата Таньо Стоянов Вельо отнася материалите в Олтеница на племенничките на Руси Мирчев Елена и Ванка Мирчеви. Те обаче живеят в дома на румънски полицай, който може да забележи какво шият. Тогава Вельо отнася плата в Турну Мъгуреле на Ника Николова и Стефка Стоянова, сестра и племенничка на Стефан Николов Заралията, които в крайна сметка ушиват знамето на четата.
От Турну Мъгуреле в Олтеница Вельо отива заедно с Тотьо Колев Колимечката. С четата той остава до разбиването ѝ на 27 май 1876 г. Според една телеграма на османпазарския каймакамин Вельо е заловен на 6 юни при село Касъргалар и след разпит изпратен в Търново. Според Чиплаков той е препратен в Одринския затвор и след амнистията освободен. Знае се, че Вельо Василев е сред шестимата останали живи след Освобождението Таньови четници, за които няма друга информация относно това къде са живели, какво са работили, къде са умрели и дали са оставили потомци..